# Aglaia
Aglaia (in greco antico: Ἀγλαΐα?, Aglaìā, "splendente") o Aglea è un personaggio della mitologia greca, è una delle tre Cariti, successivamente note come Grazie nella mitologia romana.

## Mitologia
È la più giovane delle Cariti, figlie di Zeus e di Eurinome (o Egle), ed è la dea della bellezza, dello splendore, della gloria, della magnificenza e dell'ornamento. Insieme hanno frequentato Afrodite, la dea dell'amore, ed Aglaia a volte agiva come sua messaggera.
Secondo Esiodo, Aglaia sposò Efesto dopo che questi divorziò da Afrodite e divenne madre di Eucleia, Eufemia, Eutenea e Filofrosine.

## Altri nomi di Aglaia
L'aspetto mitologico di Aglaia prende a volte il nome di Carite e cambia personalità.